# Guy Allen Colpoys Ormsby-Johnson
Guy Allen Colpoys Ormsby-Johnson, britanski general, * 1886, † 1957.